# クレスピアーティカ
クレスピアーティカ（伊: Crespiatica）は、イタリア共和国ロンバルディア州ローディ県にある、人口約2,200人の基礎自治体（コムーネ）。

## 地理

### 位置・広がり

#### 隣接コムーネ
隣接するコムーネは以下の通り。括弧内のCRはクレモナ県所属を示す。
- アッバディーア・チェッレート
- バニョーロ・クレマスコ (CR)
- キエーヴェ (CR)
- コルテ・パラージオ
- ドヴェーラ (CR)
- モンテ・クレマスコ (CR)
- ヴァイアーノ・クレマスコ (CR)

### 気候分類・地震分類
気候分類では、zona E, 2441 GGに分類される。
また、イタリアの地震リスク階級 (it) では、zona 3 (sismicità bassa) に分類される。